# 西鐵二日市車站

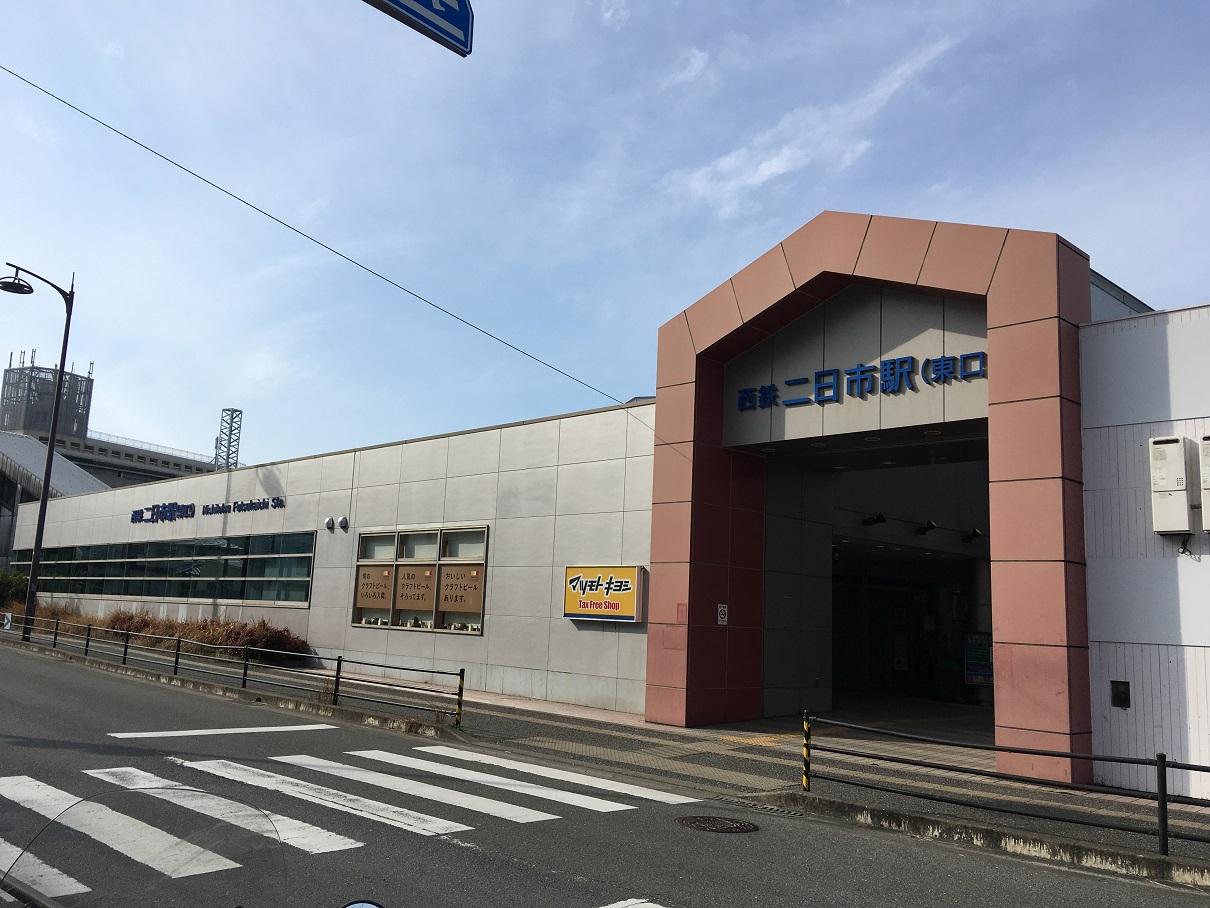
東口(2020年2月)

西鐵二日市車站（日语：〔〕／ Nishitetsu-Futsukaichi eki */?）是一位於日本福岡縣筑紫野市二日市中央六丁目、隸屬於西日本鐵道（西鐵）的鐵路車站。西鐵二日市車站是西鐵主幹線天神大牟田線與支線太宰府線的交會點，是西鐵系統之內重要性極高的車站之一，所有通過此地的列車等級皆會停站。當地旅客習慣以「二日市車站」簡稱的該站採跨線式站房的橋上車站設計，站內有四座島式月台共五條乘車線。除了直行於天神大牟田線上的列車之外，也有不少來自福岡市區西鐵福岡（天神）車站的列車，會在本站轉入太宰府線直達支線終點的太宰府車站。西鐵二日市的站名源自所在地的行政區劃名，由於二日市境內尚有一位於JR九州鹿兒島本線上的二日市，因此特別在站名前加上「西鐵」的公司名作為區隔，兩站間約有12分鐘左右的徒步距離。

## 隣近車站
西日本鐵道
■天神大牟田線
■特急
藥院 - 西鐵二日市 - 西鐵久留米
■快速急行
大橋 - 西鐵二日市 - 朝倉街道
■急行
下大利 - 西鐵二日市 - 朝倉街道
■普通
都府樓前 - 西鐵二日市 - 紫
■太宰府線
西鐵二日市 - 西鐵五条

## 外部連結
- 西日本鐵道 – 西鐵二日市車站 （页面存档备份，存于）（日語）

33°30′7″N 130°31′4″E / 33.50194°N 130.51778°E